# 수마트라줄무늬토끼

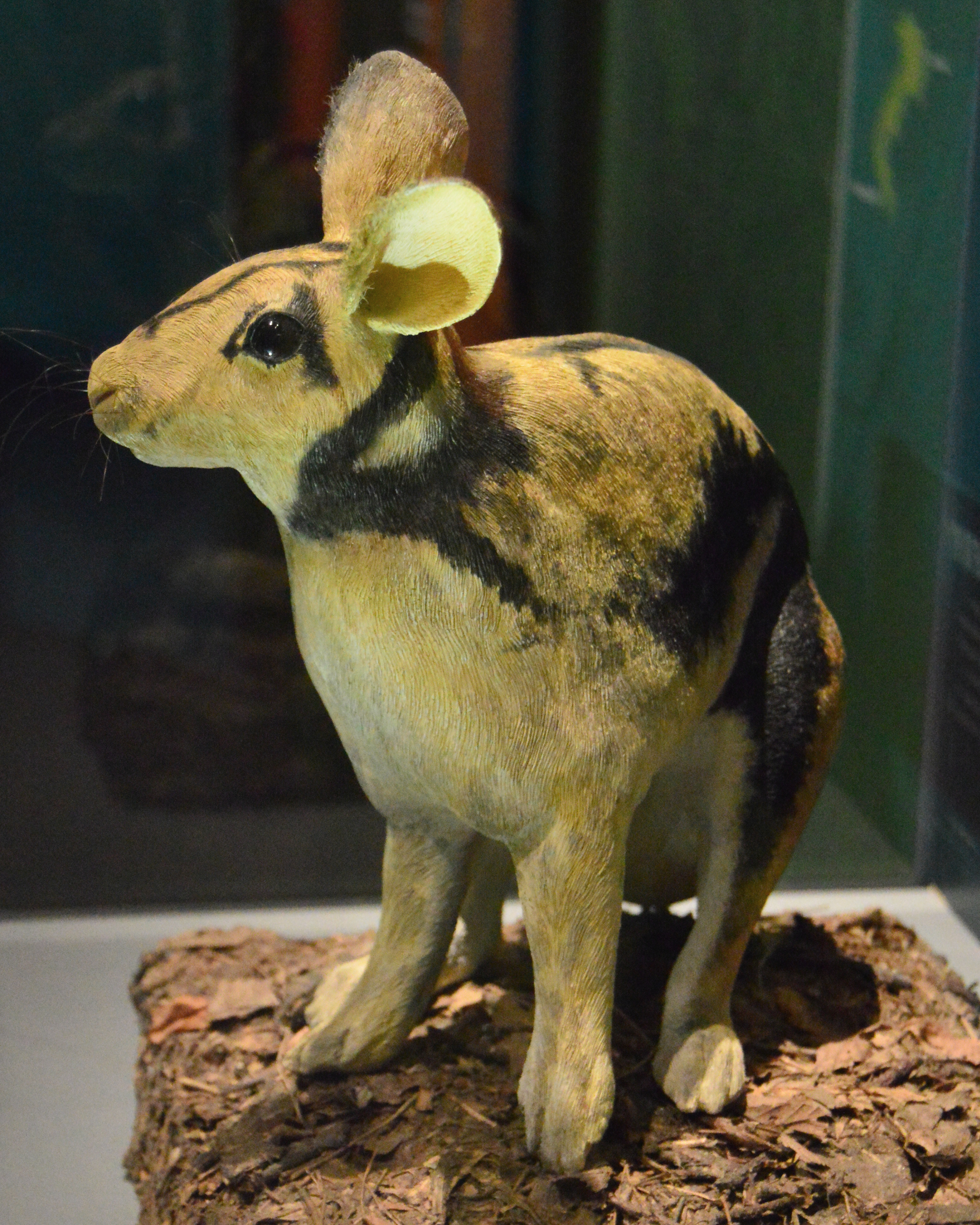

수마트라줄무늬토끼(Nesolagus netscheri)는 줄무늬토끼속에 속하는 토끼의 일종이다. 수마트라짧은귀토끼 또는 수마트라토끼로도 알려져 있다. 인도네시아 수마트라섬 서부의 바리산 산맥과 그 인근 지역의 숲에서 발견된다. 서식지 감소로 위협받고 있으며, 국제 자연 보전 연맹(IUCN)에서 멸종취약종으로 분류하고 있다.